# الفارعة الشيبانية
الفارعة أو فاطمة وقيل ليلى بنت طريف بن الصلت التغلبية الشيبانية هي شاعرة من قبيلة الفوارس من الجزيرة الفراتية، وهي أخت الوليد بن طريف الشيباني (هو رأس الخوارج أيام هارون الرشيد، وقُتل في عام 179هـ)، ولما علمت الفارعة بمقتله لبست عدة حربها وحملت على جيش يزيد، فقال يزيد: دعوها، ثم خرج فضرب فرسَها بالرمح، وقال: اغربي غرب الله عليكِ، فقد فضحتِ العشيرة، فاستحيت وانصرفت، وقالت ترثي أخاها الوليد:
وقالت فيه أيضاً:

## شعرها
تُعتبر قصيدة الفارعة في رثاء أخيها قليلة الوجود، فلا يُوجد في مجاميع كُتب الأدب إلا أجزاء صغيرة مِنها، حتى أنَّ أبا علي القالي في كتابه «الأمالي» لم يذكر سوى أربعة أبيات لها، ويعتبر البعض أنَّ من أهم الأسباب التي أدت إلى اندثار شعرها؛ هو قيام أخيها الوليد على الخليفة هارون الرشيد، ما أثار حفيظة المؤرخين في ذلك الزمان فامتنعوا عن تدوين شعرها الذي رثت به الوليد، كما انصب جزء كبير من غضبهم عليها، وبالتالي أُهملت أشعارها جملةً وتفصيلاً، إلا أن جودة نظمها وبلاغة شعرها وجزالة مفرداتها، ساهمت في نقل بعضٍ من أشعارها، وعلى رأسها القصيدة التي رثت بها الوليد.

## قيل عنها
قال ابن خلكان:
وقال عنها محمد ألتونجي في معجم أعلام النساء: